# Benz Break
Der Benz Break ist ein frühes Kraftfahrzeugmodell von Benz & Cie.

## Beschreibung
Das Modell wurde parallel zum Benz Dos-à-Dos angeboten, hatte aber acht oder zwölf Sitzplätze. Damit ist er der erste Omnibus der Marke. Namensgebend war die Karosseriebauform Break mit hinteren Längsbänken.
Die Wagen waren ausschließlich mit hinten eingebauten Viertakt-Boxermotoren mit zwei Zylindern ausgestattet, die Benz Contra-Motoren hießen. Es gab unterschiedlich starke Motoren:
| Bauzeitraum | Hubraum  | Bohrung × Hub   | Leistung             | bei Drehzahl |
| ----------- | -------- | --------------- | -------------------- | ------------ |
| 1898–1900   | 4245 cm³ | 130 mm × 160 mm | 13–15 PS (9,6–11 kW) | 820 min−1    |
| 1899–1901   | 2690 cm³ | 120 mm × 120 mm | 8–10 PS (5,9–7,4 kW) | 920 min−1    |

Die Wagen hatten Holzspeichenräder mit Vollgummi- oder Luftreifen und Starrachsen mit Vollelliptik-Blattfedern. Sie waren mit einem dreistufigen Vorgelegegetriebe mit Rückwärtsgang ausgestattet, das mit Ketten zu beiden Hinterrädern verbunden war. Die Höchstgeschwindigkeit war 30 km/h.
Das stärkere Modell war mit 12 Sitzplätzen versehen, das schwächere mit acht Sitzplätzen. Benz verlangte ab ℳ 6500,– für die Fahrzeuge.